# Kei Hirose
Kei Hirose (jap. 廣瀬 慧, Hirose Kei; * 20. November 1995) ist ein japanischer Fußballspieler.

## Karriere
Der 1,72 Meter große Außenstürmer spielte zunächst für die Maebashi Ikuei High School in Gunma und begann seine Fußballkarriere in der japanischen Universitätsliga bei der Mannschaft der Tokioter Senshū-Universität. Im Januar 2016 kam Kei Hirose nach Deutschland, wo er sich dem fünftklassigen Oberligisten VfR Fischeln anschloss. Nach einem kurzen Gastspiel beim FC Kray wechselte er zur Rückrunde 2016/17 zum TV Jahn Hiesfeld. Nach einem Jahr dort bekam er in der Winterpause 2017/18 ein Angebot des maltesischen Erstligisten Lija Athletics, und so wechselte Hirose im Januar 2018 in die Maltese Premier League. Sein Debüt gab er nur wenige Tage später gegen den FC Mosta. In der Sommerpause wechselte er innerhalb der Liga zum FC Mosta. Im Februar 2019 nahm Hirose ein Angebot des indonesischen Erstligisten Persela Lamongan an. Nach 34 Erstligaspielen wechselte er Anfang 2020 nach Malaysia. Hier schoss er sich dem Zweitligisten Johor Darul Ta'zim II FC aus Johor Bahru an. Nach zwei Jahren wechselte  er im Dezember 2021 zum Erstligisten Borneo FC.